# 大戸 (さいたま市中央区)
大戸（おおと）は、埼玉県さいたま市中央区の町名。現行行政地名は大戸一丁目から大戸六丁目。住居表示実施地区。郵便番号は338-0012。同じさいたま市には岩槻区に大戸が存在する。

## 地理
さいたま市中央区（旧与野市）の南端部に位置する。南から北にかけてに一丁目から六丁目に分かれている。東日本旅客鉄道（JR東日本）埼京線の南与野駅と同社京浜東北線の北浦和駅に挟まれた区域で、また国道463号（埼大通り）が北端を通り、県道57号さいたま鴻巣線本線（新六間道路）とバイパス（都市計画道路・道場三室線の一部）が東西を横切り、最東端が国道17号および国道463号の重複区間（中山道）と接している。西端を鴻沼川が流れ、その西側を埼京線と東北新幹線が並行している。
高沼用水路東縁より東側は高台で大戸貝塚（1971年9月10日与野市の文化財に指定）がみられるように縄文時代からの遺跡が残るなど古くから人が住んでいた。東縁より西側は江戸時代に鴻沼が干拓されて新田がつくられたエリアであり、現在では、その一部が学校用地となっている。町域内に大きな店舗はないがイオン北浦和店が近い。旧浦和市の中心街である浦和区常盤や別所沼公園に隣接し、主に住宅地として利用される。また別所沼に集住した浦和画家の一部は大戸地区の高台にも居住していた。旧浦和市域（浦和区・南区・桜区）に食い込む形となっており、特に常盤9丁目との境界は入り組んでいるが、街区道路などは常盤地区と一体化している。また、北浦和駅や中浦和駅が最寄り（バス利用の場合は浦和駅）となる地域が大半を占めるため、マンション名には「北浦和」や「中浦和」と名付けられたものが多い。旧与野市域の中でも特に旧浦和市域と結びつきが強い地域となっている。

### 河川
- 鴻沼川
- 高沼用水路東縁

### 遺跡
- 大戸氷川神社北遺跡
- 曲庭遺跡
- 西谷北遺跡
- 亀在家南遺跡
- 南鴻沼遺跡

### 地価
住宅地の地価は、2022年（令和4年）1月1日の公示地価によれば大戸4-7-12の地点で36万1000円/m2となっている。

## 歴史
もとは江戸期より存在した武蔵国足立郡与野領に属する大戸村であった。『新編武蔵風土記稿』では戸数46。鴻沼新田や砂原新田と称される持添新田を領していた。地名は鴻沼への入り口に因む。
- はじめは幕府領、1625年（寛永2年）より知行は旗本牧野氏となる[6]。
- 1730年（享保15年）に鴻沼を干拓し、鴻沼新田（高沼新田）が作られた[8]。翌年鴻沼新田の検地を実施[6][9]。なお、持添新田は幕府領[6]。
- 幕末時点では足立郡鈴谷村であった。明治初年の『旧高旧領取調帳』の記載によると、代官大竹左馬太郎支配所が管轄する幕府領と、旗本牧野助十郎の知行であった[10]。
- 1868年（慶応4年）6月19日 - 旧幕府領が武蔵知県事・山田政則（忍藩士）の管轄となる。
- 1869年（明治2年） 
  - 1月13日 - 武蔵知県事・宮原忠英の管轄区域に大宮県を設置、同県の管轄となる。県庁は東京府馬喰町に置かれる。
  - 9月29日 - 県庁が浦和に置かれ浦和県に改称。
  - 12月2日 - この日までに旗本領が上知され、浦和県の管轄となる（府藩県三治制も参照）。
- 1871年（明治4年）11月13日 - 第1次府県統合により埼玉県の管轄となる。
- 1879年（明治12年）3月17日 - 郡区町村編制法により成立した北足立郡に属す。郡役所は浦和宿に設置。
- 1889年（明治22年）4月1日 - 町村制施行に伴い、北足立郡与野町・小村田村・下落合村・上落合村・中里村・大戸村・鈴谷村・上峰村・八王子村・円阿弥村が合併して与野町となる。大戸村は与野町の大字大戸となった。
- 1924年（大正13年） - 浦和耕地整理の一環で碁盤状の区画が整備される。常盤地区と一体化した街路が形成され、現在に残る。
- 1933年（昭和8年） - 大字大戸の一部を六辻村へ編入[6]。
- 1941年（昭和16年） - 大字大戸の一部を土合村へ編入[6]。
- 1955年（昭和30年） - 大戸地区と中里地区を浦和市に編入する提案が浮上したが、町議会の混乱により撤回。
- 1958年（昭和33年）7月15日 - 市制施行により与野市の大字となる[11]。
- 1960年（昭和35年） -　与野大戸郵便局が開局する[6]。
- 1963年（昭和38年） - 大字中里、下落合の各一部を編入[6]。
- 1980年（昭和55年）3月1日 - 住居表示が実施され、大字大戸の一部から大戸一丁目から六丁目が成立[12]。
- 2001年（平成13年）5月1日 - 与野市が、浦和市、大宮市と合併しさいたま市となり、さいたま市の町名となる。
- 2003年（平成15年）4月1日 - 政令指定都市に移行しさいたま市中央区の町名となる。

## 世帯数と人口
2017年（平成29年）9月1日現在の世帯数と人口は以下の通りである。
| 丁目       | 世帯数    | 人口    |
| ---------- | --------- | ------- |
| 大戸一丁目 | 988世帯   | 2,144人 |
| 大戸二丁目 | 425世帯   | 917人   |
| 大戸三丁目 | 505世帯   | 1,190人 |
| 大戸四丁目 | 711世帯   | 1,584人 |
| 大戸五丁目 | 1,037世帯 | 2,100人 |
| 大戸六丁目 | 653世帯   | 1,342人 |
| 計         | 4,319世帯 | 9,277人 |

## 小・中学校の学区
市立小・中学校に通う場合、学区（校区）は以下の通りとなる。
| 丁目       | 番地 | 小学校                   | 中学校                   |
| ---------- | ---- | ------------------------ | ------------------------ |
| 大戸一丁目 | 全域 | さいたま市立与野南小学校 | さいたま市立与野南中学校 |
| 大戸二丁目 | 全域 | さいたま市立与野南小学校 | さいたま市立与野南中学校 |
| 大戸三丁目 | 全域 | さいたま市立与野南小学校 | さいたま市立与野南中学校 |
| 大戸四丁目 | 全域 | さいたま市立与野南小学校 | さいたま市立与野南中学校 |
| 大戸五丁目 | 全域 | さいたま市立与野南小学校 | さいたま市立与野南中学校 |
| 大戸六丁目 | 全域 | さいたま市立与野南小学校 | さいたま市立与野南中学校 |

## 交通

### 鉄道
北東部および南部の地下をJR東日本武蔵野線の大宮支線（主に貨物列車が通り、定期旅客列車では「むさしの号」と「しもうさ号」が通る）が通っているが、町内に駅はない。最寄り駅は北浦和駅や南与野駅、中浦和駅などでどちらも徒歩圏内にある。

### バス
- 国際興業バス
  - 浦和駅西口〜桜区役所・大久保浄水場線（浦12、浦12-2、浦13、浦13-2、浦桜13、浦桜13-3）
  - 北浦和駅西口〜西浦和車庫線（北浦80）
- 西武バス・国際興業バス（共同運行）
  - 埼玉大学〜北浦和駅西口線（北浦03）

### 道路
- 国道17号（中山道）
- 国道463号（埼大通り）
- 埼玉県道57号さいたま鴻巣線（本線とバイパスがあり、本線は「新六間道路」という通称があり、バイパスは都市計画道路・道場三室線の一部である）
- 町谷本太線
- 大戸中通[14]
- 大戸氷川通

## 施設
- さいたま市立与野南小学校
- さいたま市立与野南中学校
- さいたま市立与野南図書館
- 大戸郵便局
- 大戸公民館
- 大戸自治連合会館
- 与野幼稚園
- 市立大戸保育園
- 杉の子園
- 御嶽神社
- 大戸氷川神社
- 大戸地蔵堂
- 二木屋（国登録有形文化財）
- 大戸公園
- 大戸南児童遊園地
- 大戸電建児童遊園地

また、別所沼公園、浦和仲町郵便局、市立仲町小学校、市立常盤小学校と接している。